# Barrio de la Moneda (Pau)
El Barrio de la Moneda (Quartier de la Monnaie) es uno de los tres barrios históricos, junto con el Barrio du Hédas y el Barrio de Borg Vielh o del Castillo, de la ciudad de Pau en el departamento francés de Pirineos Atlánticos, en la región de Nueva Aquitania.
Situado en la zona baja, toma su nombre del taller monetario instalado en 1524 bajo la protección del castillo de Pau, en la torre vinculada a la defensa de la entrada sur de la ciudad. Esta torre albergó originalmente los molinos del conde Gastón III de Foix-Béarn.
Al pie de la plaza de la Monnaie (Place de la Monnaie), sale un canal del Ousse donde aún se conserva una esclusa y uno de los antiguos molinos.
Este barrio es hoy el cruce de las carreteras de Bayona y de los valles de Nay y Ossau.

## Situación
El barrio está situado en la ciudad baja, debajo del barrio del castillo y del castillo de Pau.
Antes de la apertura de la plaza Gramont (place Gramont) y de la calle Marca (rue Marca), el barrio era la única vía de acceso a la zona alta desde Oloron y los Pirineos, así como desde Bayona y Orthez.
El barrio limita al este con la estación de tren de Pau, que da acceso a la parte alta y al Boulevard des Pyrénées con el funicular de Pau.
El barrio está construido sobre antiguos saucedales y tierras de pastoreo que bordean el Gave de Pau y el Castillo de Pau.

## Historia

### Edad Media
En la Edad Media, en lugar ocupado por el futuro barrio de la Moneda, se extendió el Camp Batalher (campo de batalla en francés), llamado así porque era escenario de duelos, juicios de Dios que permitían limpiar el honor, donde burgueses y campesinos establecían entonces sus disputas ante los ojos de los Señores de Bearne, y donde los habitantes bailan alrededor de hogueras.
Esta práctica arcaica perdura hasta tarde en Pau. En el siglo XIV y principios del siglo XV, no se construyó ninguna vivienda fuera del recinto.
Bajo el reinado de Gastón Febo, el duelo permitió evitar numerosos procesos.
En 1518, dos duelos provocaron tensiones diplomáticas con España. Navarros y luego catalanes demandaban enfrentarse en Pau como estaba previsto por las Fueros de Bearne, a pesar de que estas prácticas estaban prohibidas en España.
El papa León X y Carlos I obtuvieron la prohibición de batirse en duelo en Bearne.
La actual plaza de la Moneda (Place de la Monnaie) permite reunir los rebaños tras cruzar el Gave. Son tierras dedicadas a la agricultura, constituidas principalmente por saucedales autóctonos.
El barrio alberga también numerosas industrias y fábricas de armas (arcabuces y espadas).
El matadero de Hédas, construido en 1493, generaba fuertes y molestos olores, por lo que fue trasladado a orillas del Gave de Pau, en el barrio de la Moneda, a partir de 1737.
La actividad industrial de la zona baja de Pau comienza en esta época con la actividad molinera del barrio, simbolizada por la instalación del primer molino a los pies del castillo. La familia Gassion construyó un segundo molino en 1768, en el lugar actual mente ocupado por la sede del Consejo departamental de los Pirineos Atlánticos.
Durante la Revolución, los dos molinos fueron incautados y convertidos en bien nacional, antes de ser vendidos a la familia Duplàa.
Henri-Bernard Dabadie nació en el barrio en 1797.

### Belle Époque
A principios del siglo XIX, la familia alsaciana de los Heïd se instaló en la capital bearnesa, creando una cervecería en la plaza de la Moneda. En 1806, uno de sus antepasados, soldado del ejército del Imperio, liberado a su regreso de la Guerra Española, decidió crear una cervecería bearnesa, llamada Cervia Impériale. La Cervia Impériale fue elaborada en Pau por la empresa Théodore Heïd durante más de un siglo, hasta 1988.
En 1852, Théodore Heïd compró los molinos de la ciudad creando un molino harinero que permaneció activo hasta los años 1990.
La instalación del molino harinero de Heïd en la década de 1850 atrajo a otras empresas y marcó el comienzo del crecimiento industrial de esta parte baja del barrio, obteniendo de los numerosos canales del Gave de Pau la energía necesaria para las fábricas.
Esta zona anteriormente estaba compuesta únicamente por saucedales autóctonos.

### SigloXXI
Este barrio histórico de la capital bearnesa será profundamente modificado en el marco de una operación de renovación urbana, con el fin de modificar la geografía de la Place de la Monnaie, cuyas obras comenzarán en 2021. Este proyecto, con un coste total de 5,3 M de euros, se llevará a cabo entre 2021 y 2023.

Así, la Plaza de la Moneda tendrá una explanada, destinada a resaltar la zona alta y el Castillo de Pau, en el eje del antiguo Puente de la Moneda erigido en 1592 en el Gave de Pau, y cuyos pilares aún hoy son visibles. aguas arriba del puente XIV-Juillet.

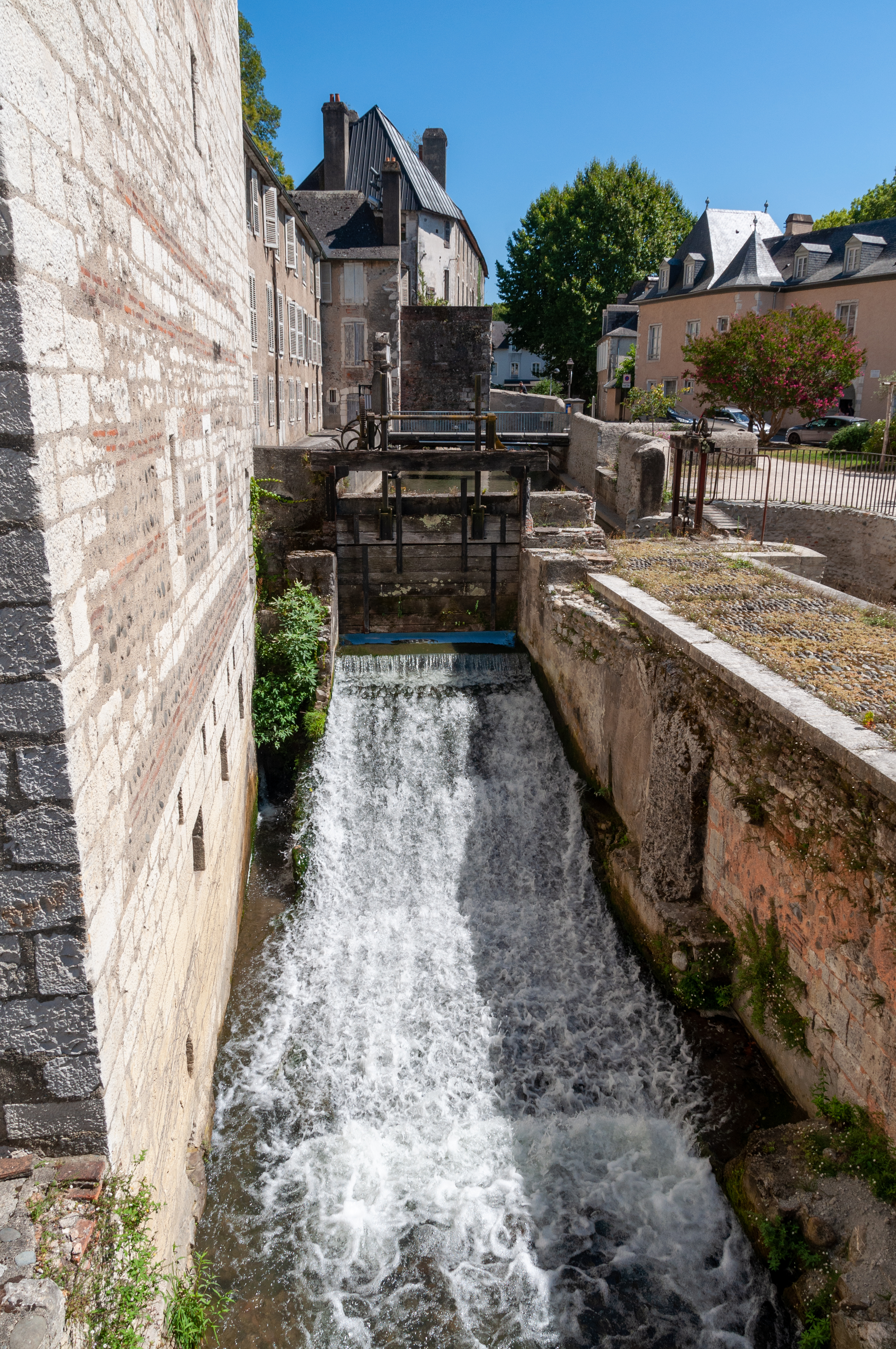
Esclusa del canal ubicada frente a la Torre de la Moneda.

## Patrimonio

### Torre de la Moneda (Tour de la Monnaie)
La Torre de la Moneda (Tour de la Monnaie) constituye una defensa avanzada del Castillo de Pau. Construido por Gastón Febo III debajo del castillo, al sur, se utiliza para contemplar el Gave de "Pau, los Pirineos y España en la lejanía".
La torre se llamó inicialmente Torre del Molino (tour du Moulin) ya que una noria aseguraba el funcionamiento de un molino, impulsado por el pequeño canal situado a sus pies.
Enrique II de Navarra, en 1554, lo convirtió en una ceca que funcionó hasta 1778, en vísperas de la Revolución francesa. La moneda bearnesa originalmente se llamaba vaqueta (ver Moneda de Navarra y Bearne). Las vacas son un símbolo histórico que aparece en las monedas y en los escudos de armas de Bearne.
El taller estaba equipado con un sistema hidráulico durante el reinado de Enrique II, rey de Navarra, que permitía una producción regular gracias al golpe pendular. Estos estaban situados anteriormente en Morlaàs.

### Puente de la Moneda (Pont de la Monnaie)
Actualmente desaparecido, es una frágil pasarela de madera, en línea con la Torre de la Moneda. Periódicamente era arrastrado por las inundaciones, siendo sustituido en 1592 por un puente de madera apoyado sobre pilares de mampostería (algunos de los cuales aún son visibles actualmente).

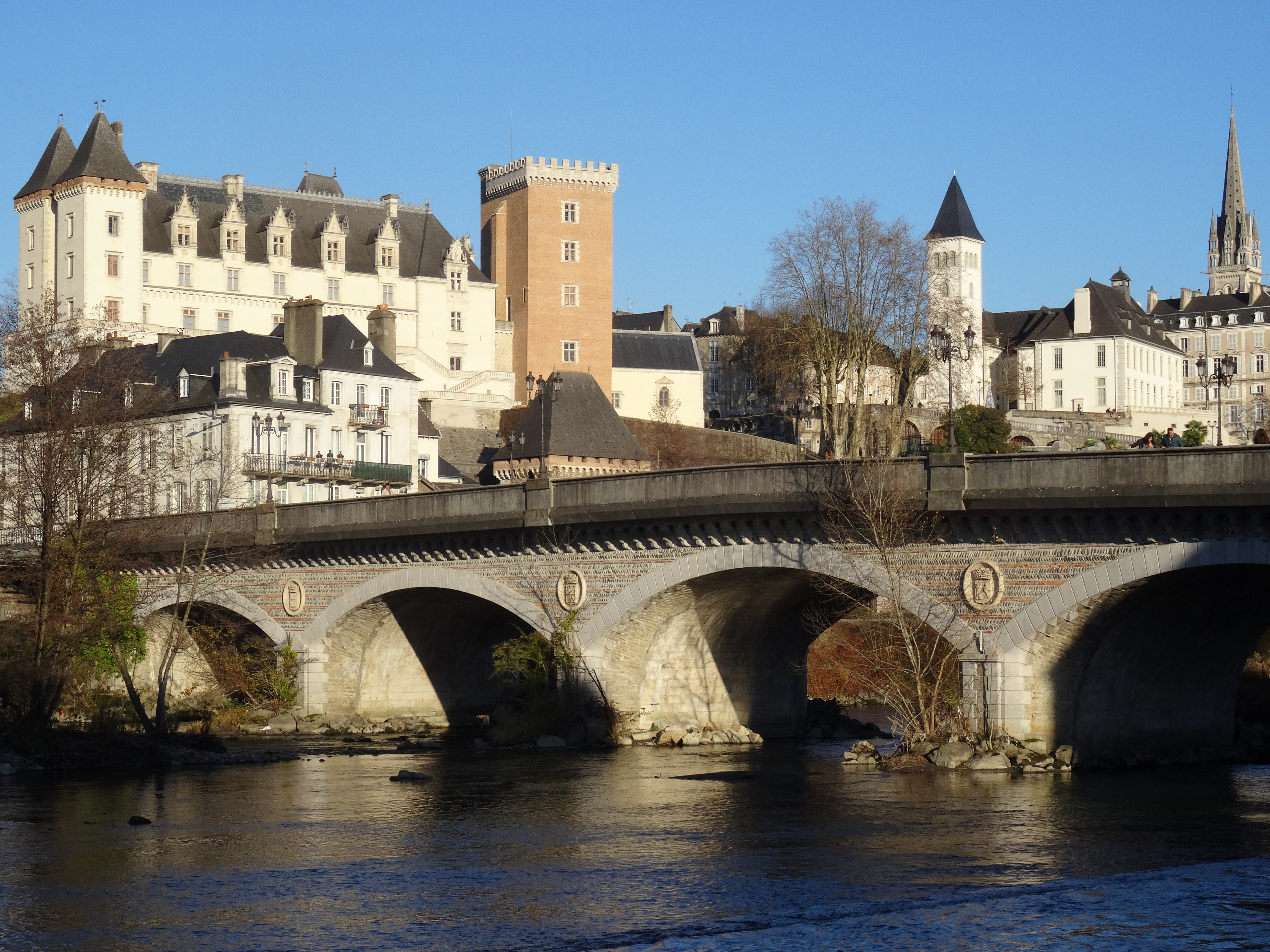
El puente XIV-Juillet de Pau, con el castillo de Pau, el Parlamento de Navarra y la iglesia de Saint-Martin al fondo.

### Puente 14 Julio (Pont du XIV-Juillet)
Construido en 1739, sustituyó al anterior y está construido íntegramente de mampostería (con piedras talladas, ladrillos, guijarros).
Con una longitud de 98 metros y siete vanos, el puente recibió primero el nombre de Pont Royal y luego pasó a llamarse Pont du XIV-Juillet durante la Revolución francesa.
El puente 14 Julio (pont du XIV-Juillet) fue ampliado por primera vez en 1840 y luego en 1872.
Las rejas, inicialmente caladas y de hierro forjado, siguen siendo macizas y de piedra actualmente.

## Servicios públicos y administrativos.
El barrio acoge el consejo departamental de Pirineos Atlánticos, mientras que la estación de tren de Pau y el funicular de Pau marcan el límite oriental del barrio.